# آلخاندرو پوزوئلو
آلخاندرو پوزوئلو (اسپانیایی: Alejandro Pozuelo‎؛ زادهٔ ۲۰ سپتامبر ۱۹۹۱) بازیکن فوتبال اهل اسپانیا است که در حال حاضر برای باشگاه فوتبال تورنتو بازی می‌کند.
از باشگاه‌هایی که در آن بازی کرده‌است می‌توان به سوانزی سیتی، رئال بتیس، رایو وایکانو و خِنک اشاره کرد.